# Frédéric Cuvier
Georges Frédéric Cuvier (Montbéliard, 1773. június 28. – Strasbourg, 1838. május 13.) francia zoológus és paleontológus. Georges Cuvier a nagy francia természettudós öccse. Zoológiai szakmunkákban nevének rövidítése: „F. Cuvier”.

## Életútja
Frédéric Cuvier a ma Franciaországhoz tartozó Doubs megyében, a svájci határhoz közeli Montbéliard-ban született. Hugenotta ősei a reformáció óta éltek ott. Apja Jean George Cuvier hadnagyként szolgált a Svájci Gárdában és a város megbecsült polgára, anyja pedig Anne Clémence Chatel volt. A család nem volt tehetős, az apa szerény nyugdíja biztosította megélhetésüket.
Frédéric Párizsba bátyja hívására érkezett és ott jelentős természettudományi munkát végzett. 1803-ban kinevezték a Francia Természettudományi Múzeumban  (Muséum d'Histoire Naturelle) az állatok főfelügyelőjének. 1820-ban a Leopoldina Német Természettudományos Akadémia tagjává választották. 1826-ban a Francia Természettudományi Akadémia (Académie des Sciences) választott tagja lett, majd az 1837-ben létrehozott összehasonlító élettan elnöki tisztét töltötte be. 1835-ben a Royal Society is felvette külsős tagjának. Kutatásai során foglalkozott az emlősök fogazatával és besorolásával, valamint a cetekkel is.
Tudományos munkásságának elismerése, hogy egyéb más eredményei mellett ő nevezett el több állatnemet, mint például az óriástatu (Priodontes) és az ürge (Spermophilus), de a fajok közül a vörös macskamedve (Ailurus fulgens), a folyami disznó (Potamochoerus larvatus) , a fürge gibbon (Hylobates agilis) és a homoki gazella (Gazella leptoceros) első tudományos leírója is ő volt.

## Publikációi
- Histoire naturelle des mammifères (4 fejezet, 1819–1842) (közösen Étienne Geoffroy Saint-Hilaire-el)
- De l’histoire naturelle des cétacés.  Roret, Paris, 1836
- Dictionnaire des sciences naturelles, Strasbourg & Paris, 1826